# Miposhka
Ярослав Найденов (нар. 30 листопада 1997 року, Златоуст, Росія) — російський кіберспортсмен по Dota 2, також відомий як Miposhka. Грає у команді Team Spirit, обраний капітаном. У 2021 році став чемпіоном світу з Dota 2 на турнірі The International 10, вигравши понад 3,5 мільйона доларів. За всю кіберспортивну кар'єру Miposhka заробив понад 5 мільйонів доларів. Наприкінці липня 2023 року увійшов до сімки найбагатших кіберспортсменів світу після перемоги у гранд-фіналі чемпіонату Riyadh Masters 2023 у Саудівській Аравії.

## Кар'єра
Кар'єра Ярослава Найденова розпочалася у 2014 році, коли він вступив до команди Yellow Submarine.
Першим виступом Ярослава на великій сцені став турнір The International 2017 у складі команди Team Empire. Перемога колективу в 1/8 плей-офф турніру стала однією з головних подій The International 2017. Тоді Team Empire обійшли переможців The International 2015 — Evil Geniuses, з рахунком 2:0. Команда посіла на турнірі 7-8-мі місця.
19 грудня 2020 року Team Spirit анонсувала новий склад по Dota 2, куди увійшов Miposhka.
17 жовтня 2021 року Ярослав Найденов став чемпіоном світу з Dota 2, вигравши The International 10 у складі Team Spirit. Команда отримала понад 18 000 000$ призовими, Miposhka — майже 4 000 000$.
30 липня 2023 року виграв з командою гранд-фінал чемпіонату Riyadh Masters 2023 у Саудівській Аравії — найбільшому за останні роки турнір з Dota 2, який не входить до рейтингової системи Dota Pro Circuit від Valve. Завдяки цьому Найденов увійшов до сімки найбагатших кіберспортсменів світу. Сумарно за кар'єру він заробив понад $5.2 млн призових.